# Edmond Brassart
Eugène Edmond Brassart (Parigi, 5 marzo 1870 – Parigi, 19 agosto 1900) è stato uno schermidore francese.

## Biografia
Partecipò ai Giochi della II Olimpiade di Parigi nella gara di spada per maestri (6º posto) e nel fioretto per maestri (eliminato nella prima fase). Talvolta menzionato erroneamente con il cognome "Brassard", è considerato il primo atleta olimpico dell'era moderna ad essere morto. Perì infatti fra il 18 e il 19 agosto 1900, poche settimane dopo la conclusione delle gare di scherma, in quanto coinvolto nel cedimento della Passerelle des Invalides, un ponte di legno temporaneo costruito in occasione dell'Esposizione di Parigi del 1900.